# Dendronephthya lanxifera
Dendronephthya lanxifera is een zachte koraalsoort uit de familie Nephtheidae. De koraalsoort komt uit het geslacht Dendronephthya. Dendronephthya lanxifera werd in 1895 voor het eerst wetenschappelijk beschreven door Holm. 